# 36街車站 (BMT第四大道線)
36街車站（英語：36th Street station）是美國紐約地鐵BMT第四大道線的一個快車地鐵站，位於布魯克林日落公園36街及第四大道，設有D線（任何時候停站）、N線（任何時候停站）、R線（任何時候停站）與W線（僅繁忙時段停站）列車服務。

## 歷史
此站在1915年6月22日啟用，是BMT第四大道線前往59街的原初部分。
2022年4月12日，一名头戴防毒面具的男子在站内投掷烟雾弹并开枪，造成26人受伤，双向列车服务暂停。

## 車站結構
| Ground | 街道層   | 出入口 |
| 夾層   | 夾層     | 閘機、車站詢問處 |
| 月台層 | 北行慢車 | ← 往森林小丘-71大道 (深夜時往白廳街-南碼頭) (25街) ← 深夜時往諾伍德-205街 (25街) ← 深夜時往阿斯托利亞-迪特馬斯林蔭路 (25街) ← 往阿斯托利亞-迪特馬斯林蔭路 (select weekday trips) (25街) |
| 月台層 | 島式月台 | |
| 月台層 | 北行快車 | ← 往諾伍德-205街(大西洋大道-巴克萊中心) ← 往阿斯托利亞-迪特馬斯林蔭路 (大西洋大道-巴克萊中心) ← 往96街 (select weekday trips) (大西洋大道-巴克萊中心)                                   |
| 月台層 | 南行快車 | → 經BMT西城線往康尼島-斯提威爾大道 (第九大道) → → 經BMT海灘線往康尼島-斯提威爾大道 (59街) →                                                                                             |
| 月台層 | 島式月台 | |
| 月台層 | 南行慢車 | → 往灣脊-95街 (45街) → → 深夜時經BMT西城線往康尼島-斯提威爾大道 (第九大道) → → 深夜時經BMT海灘線往康尼島-斯提威爾大道 (45街) → → 往86街 (select weekday trips) (45街) →                 |

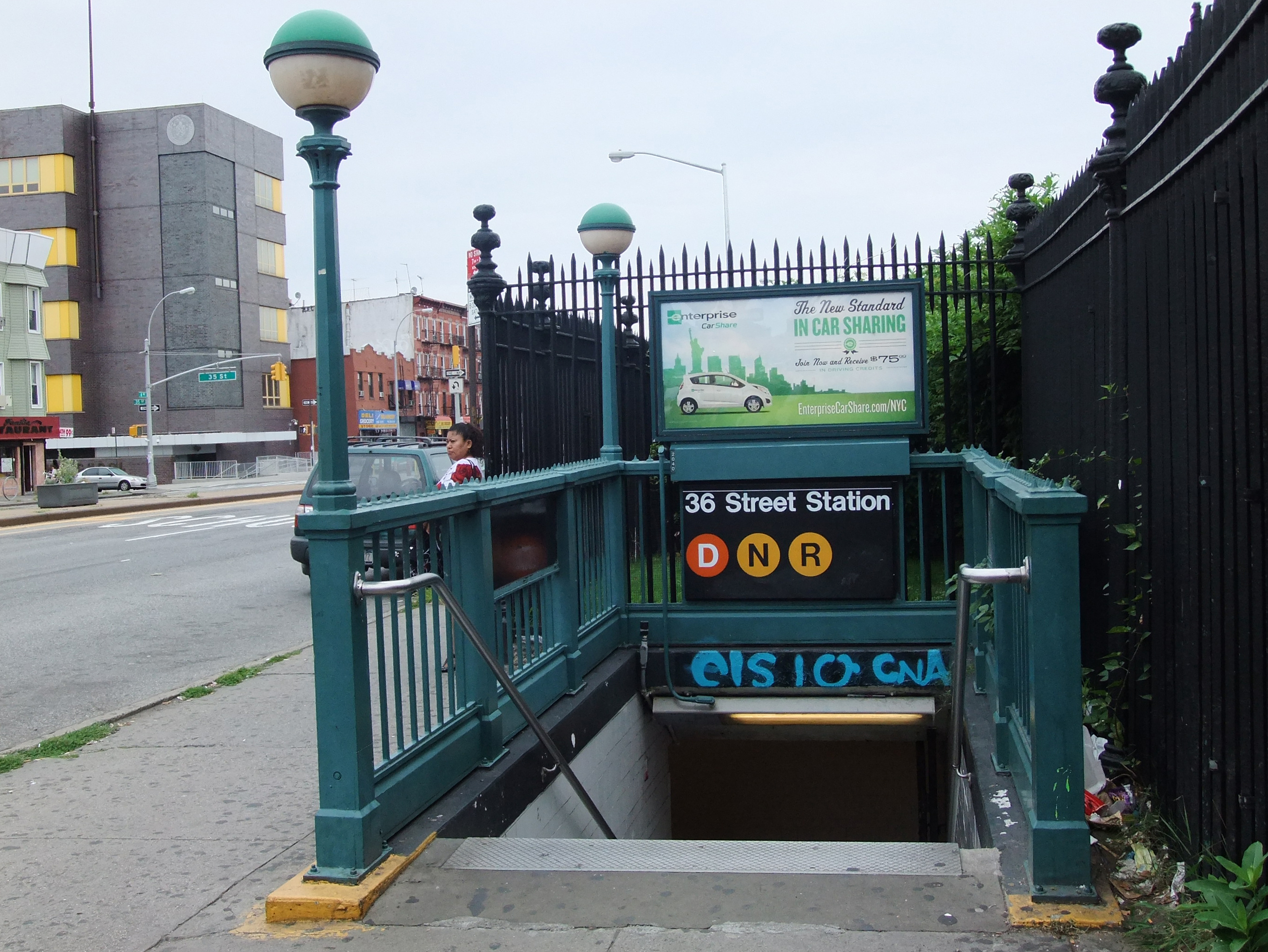
車站入口

36街車站是一個快車地鐵站，設有兩個島式月台和四條軌道。R線和W線提供慢車服務，而D線和N線提供快車服務（深夜除外，以慢車運行。此站以南，N線、R線與W線列車繼續前往第四大道，D線列車則分岔東行前往BMT西城線。
此站是兩個R線列車停靠的36街車站之一，另一個是位於IND皇后林蔭路線的36街-北方林蔭路。
此站在1996年至1998年間翻新。改變包括重建樓梯、重鋪牆壁、地板新瓷磚、改善車站燈光，沿月台邊緣安裝符合無障礙通行的黃色安全踏板，設置新慢車和快車道床，同時在入口附近安裝部分藝術。
車站以南有另一個夾層，但已關閉。

## 40街地鐵計劃
36街車站以南有三條已廢棄軌道。其中一條與南行慢車軌道匯合，其餘兩條在軌道南面上坡前往BMT西城線。三條軌道下坡至下層至主線軌道下方，並結束前稍為轉向東。在主軌道層，由曼哈頓方向慢車向東車站以南可見一個鐘口。地鐵一度計為作為三區系統一部分，並預計在40街興建四軌地鐵以和卡爾弗線和西城線平衡。未使用的交匯處位於第四大道東側。

## 外部連結
- 维基共享资源上的相關多媒體資源：36街車站
- nycsubway.org—BMT 4th Avenue Line: 36th Street
- Station Reporter — D Train
- Station Reporter — N Train
- Station Reporter — R Train
- The Subway Nut — 36th Street Pictures（页面存档备份，存于）
- MTA's Arts For Transit — 36th Street (BMT Fourth Avenue Line)
- 36th Street entrance from Google Maps Street View（页面存档备份，存于）
- Platform from Google Maps Street View （页面存档备份，存于）